# École d’ingénieurs généralistes - La Rochelle
A École d’ingénieurs généralistes - La Rochelle, más néven EIGSI (fordítható: "ipari rendszermérnöki iskola"), korábban École Violet, egy mérnöki iskola (grande école), amely La Rochelle-ben, az Atlanti-óceán partján, Franciaország nyugati partján található.
Az EIGSI egy általános mérnöki iskola, ami azt jelenti, hogy minden diák valóban multidiszciplináris oktatásban részesül. Az ötéves negyedik évében a következő szakirányok közül választhat: gépészet, mechatronika, információs rendszerek, energia és környezetvédelem, ipari menedzsment.
Az 5 éves tanulmányok és az iparban szükséges szakmai gyakorlatok befejezése után mérnöki mester fokozatot kapnak.

## Híres diplomások
- Geo Chavez, a repülés egyik úttörője, pilóta. Teljes neve Jorge Chávez Dartnell